# شارون جيويل
شارون جيويل (بالإنجليزية: Sharon Jewell)‏ هي لاعبة تايكوندو أمريكية، ولدت في 1960.

## وصلات خارجية
- شارون جيويل على موقع TaekwondoData.com (الإنجليزية)
- شارون جيويل على موقع أوليمبيديا (الإنجليزية)